# Telepizza
Telepizza és una cadena multinacional d'origen espanyol de pizzeries amb presència en diversos països.
Va ser fundada per Leopoldo Fernández Pujals i els seus socis, els quals el 1986 van inaugurar la seva primera botiga Telepizza. La cadena es va estendre primer per la ciutat de Madrid i va créixer en pocs anys fins a esdevenir líder del mercat espanyol de pizzes. La companyia tenia fàbriques a Guadalajara, Barcelona, Móstoles, Alcobendas, però amb el temps, totes van ser venudes i el gruix de la producció es va centrar en una única fàbrica a Madrid. El control de l'empresa el va prendre el 1999 Pedro Ballvé de Campofrío Food Group i José Carlos Olcese de TeleChef.
Al juliol del 2010 l'empresa anuncia l'arribada de la cadena de pizzeries a Colòmbia.
Al desembre de 2011, Telepizza va tancar un acord amb Air Europa, de manera que se serviran les seves pizzes a la companyia de vols espanyola.
Actualment té més de 1.300 locals en 15 estats diferents, majoritàriament a Espanya però amb força presència a Amèrica Llatina (Xile, Guatemala, El Salvador, Colòmbia...) i també a Europa (Portugal i Polònia). És la cadena de pizzeries més important del món sense tenir en compte les dels Estats Units d'Amèrica. En 2016 va tornar a la Borsa de Madrid.

## Resultats econòmics
| Any  | Resultats (en milions d'euros) |
| ---- | ------------------------------ |
| 2013 | -84,8                          |
| 2014 | 90,7                           |
| 2015 | -1,1                           |